# ErPeche
Antonio Valle García nace un 6 de junio de 1984 en Alicante, Comunidad Valenciana, España. ErPeche es su nombre artístico y mote que hereda de su abuelo ErPecherón, su vida la comparte con Andalucía.
Málaga es el lugar donde comienza a componer y a tocar sus primeros acordes. Los temas están cargados de mensajes que reflejan el camino andado del cantautor.

## Trayectoria
En 1999 lanza sus primeras maquetas incluyendo un tema que graba con Mari Carmen (Zahara de la Sierra, Cádiz) llamado “Aire ke Respiro”,  la cuelgan en internet y se convierte en un himno que posteriormente por error en algunos círculos la atribuyen a otros artistas que estaban en promoción.  
En 2004 graba en Murcia su primera maqueta de estudio y se empieza a cultivar el éxito que llega a las principales emisoras de radio, discotecas etc.
En 2006 debutó con su primer lanzamiento oficial para Carlito Récords - EMI, donde incluye la canción “Aire ke Respiro” con su amiga Mari Carmen Sierra dueto que fue designada como un adelanto de su disco "Doblando la dosis", que se publicó el 4 de septiembre de 2006 por la casa discográfica EMI.
Después de su paso por EMI, fichó por Warner Music en la división DRO para la cual lanzaría su segundo álbum, "Busquemos un lugar", y después de pasear por toda España sus composiciones, termina con la multinacional, para lanzarse en un proyecto de auto-producción.
En 2011, empieza un proyecto de auto-producción “Fuerzas opuestas” y graba la primera parte distribuyendo únicamente en su Web Oficial y conciertos.
En 2012, tras el lanzamiento de la 1.ª parte de "Fuerzas opuestas", termina el contrato editorial de Carlito Récords.
En 2013, la 1.ª parte de "Fuerzas opuestas" es considerada un proyecto exclusivo al alcance de unos pocos, ya que no se puede encontrar en ninguna plataforma de distribución física ni digital.
En 2014 ErPeche viaja a Asia y se establece en Hong Kong, allí comienza su gira acompañado de su pareja Nesa Rojo y su guitarra, actuando en la Final del Festival de Salsa del Mundo, además de representar a España en la exposición de Gaudí en el Hk Time Square, y la Feria de abril española del continente Asiático.
En 2015 regresa a España y ficha por la compañía Senador Música donde publica un nuevo álbum, grabado en Sevilla,, llamado "Volver a casa".
En 2017 lanza junto a Senador Música, "Sueño andaluz" la sintonía de la Vuelta Ciclista de Andalucía.
Actualmente el cantautor continúa componiendo e investigando nuevos caminos musicales.

## Discografía

### Discos
- Maqueta THC (1999)
- Maqueta ErPeche (2001)
- Maqueta Rasgueo-Negligencia (2003)
- Maqueta de estudio Imaginar (2004)
- Doblando la dosis (2006)
- Busquemos un lugar (2009)
- Fuerzas opuestas (2011)
- Volver a casa (2015)

### Sencillos
- Aire ke respiro (Doblando la dosis) (2006)
- Veneno negro (Doblando la dosis) (2006)
- Soy como el carbón (Doblando la dosis) (2007)
- Busquemos un lugar (Busquemos un lugar) (2008)
- De noche y de día (Busquemos un lugar) (2009)
- Fuerzas opuestas (Fuerzas opuestas) (2011)
- Alma rota (Volver a casa) (2015)
- Bésame amor (Volver a casa) (2016)
- Sueño andaluz (Sintonía Vuelta Andalucía) (2017)